# Mouflaines
Mouflaines est une commune rurale française, située dans le département de l'Eure en région Normandie.
Les habitants de la commune sont les Mouflainoises et les Mouflainois.

## Géographie

### Localisation
La ville importante la plus proche est Rouen, distante de 50 km. Mouflaines est entourée par les communes de Sainte-Marie-de-Vatimesnil, Richeville, Cantiers, Guitry et Villers-en-Vexin. L'altitude moyenne est de 120 mètres. Mouflaines s'étend sur 375 hectares. Son climat est océanique avec des étés tempérés.
Mouflaines est située à environ 10 km du parc naturel régional du Vexin français.
| Richeville | Richeville                                                | Sainte-Marie-de-Vatimesnil             |
| Harquency  | Mouflaines                                                | Villers-en-Vexin                       |
|            | Vexin-sur-Epte (comm. dél. de Forêt-la-Folie et de Guitry | Vexin-sur-Epte (comm. dél. de Cantiers |

### Hydrographie
La commune est située dans le bassin Seine-Normandie. Elle n'est drainée par aucun cours d'eau,.

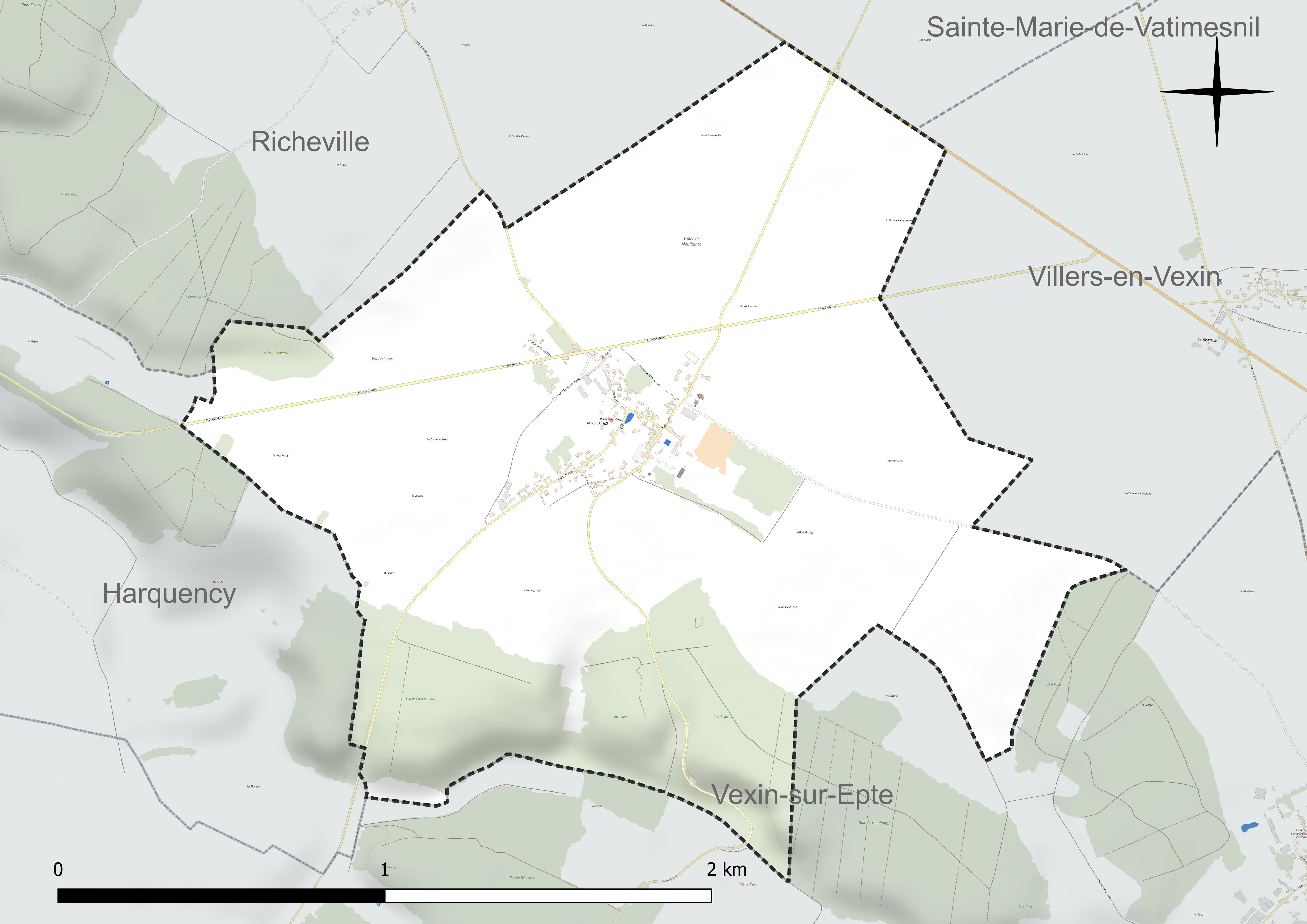
Réseau hydrographique de Mouflaines.

### Climat
Pour des articles plus généraux, voir Climat de la Normandie et Climat de l'Eure.
En 2010, le climat de la commune est de type climat océanique dégradé des plaines du Centre et du Nord, selon une étude du CNRS s'appuyant sur une série de données couvrant la période 1971-2000. En 2020, Météo-France publie une typologie des climats de la France métropolitaine dans laquelle la commune est exposée à un climat océanique et est dans la région climatique  Sud-ouest du bassin Parisien, caractérisée par une faible pluviométrie, notamment au printemps (120 à 150 mm) et un hiver froid (3,5 °C). Parallèlement le GIEC normand, un groupe régional d’experts sur le climat, différencie quant à lui, dans une étude de 2020, trois grands types de climats pour la région Normandie, nuancés à une échelle plus fine par les facteurs géographiques locaux. La commune est, selon ce zonage, exposée à un « climat des plateaux abrités », correspondant aux plaines agricoles de l’Eure, avec une pluviométrie beaucoup plus faible que dans la plaine de Caen en raison du double effet d’abri provoqué par les collines du Bocage normand et par celles qui s’étendent sur un axe du Pays d'Auge au Perche.
Pour la période 1971-2000, la température annuelle moyenne est de 10,3 °C, avec  une amplitude thermique annuelle de 14,2 °C. Le cumul annuel moyen de précipitations est de 731 mm, avec 11,3 jours de précipitations en janvier et 8 jours en juillet. Pour la période 1991-2020, la température moyenne annuelle observée sur la station météorologique la plus proche, située sur la commune d'Étrépagny à 8 km à vol d'oiseau, est de 11,3 °C et le cumul annuel moyen de précipitations est de 774,0 mm,. Pour l'avenir, les paramètres climatiques de la commune estimés pour 2050 selon différents scénarios d’émission de gaz à effet de serre sont consultables sur un site dédié publié par Météo-France en novembre 2022.

## Urbanisme

### Typologie
Au 1er janvier 2024, Mouflaines est catégorisée commune rurale à habitat dispersé, selon la nouvelle grille communale de densité à 7 niveaux définie par l'Insee en 2022.
Elle est située hors unité urbaine. Par ailleurs la commune fait partie de l'aire d'attraction de Paris, dont elle est une commune de la couronne,. 

### Occupation des sols
L'occupation des sols de la commune, telle qu'elle ressort de la base de données européenne d’occupation biophysique des sols Corine Land Cover (CLC), est marquée par l'importance des territoires agricoles (73,3 % en 2018), une proportion identique à celle de 1990 (73,3 %). La répartition détaillée en 2018 est la suivante : 
terres arables (73,1 %), forêts (17,7 %), zones urbanisées (9 %), prairies (0,1 %). L'évolution de l’occupation des sols de la commune et de ses infrastructures peut être observée sur les différentes représentations cartographiques du territoire : la carte de Cassini (XVIIIe siècle), la carte d'état-major (1820-1866) et les cartes ou photos aériennes de l'IGN pour la période actuelle (1950 à aujourd'hui).

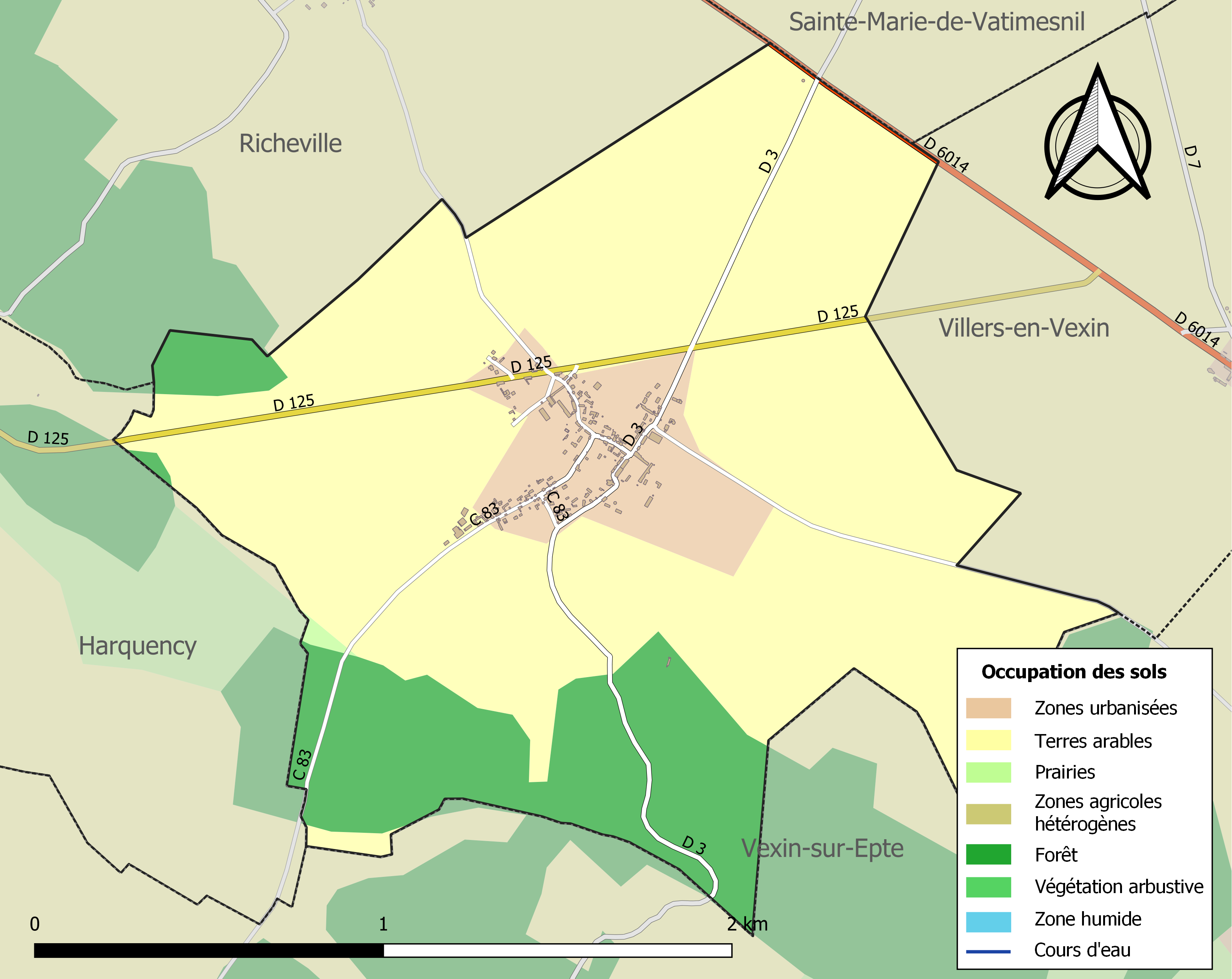
Carte des infrastructures et de l'occupation des sols de la commune en 2018 (CLC).

## Économie
Les activités de la commune sont l'agriculture et la production animale.

## Toponymie
Le nom de la localité est attesté sous la forme Mofleines en 1214 (feoda Normanniæ), Mofflaine en 1310 (charte de Philippe le Bel), Mouflenes en 1390, Monflaine en 1579 (Philippe d'Alcripe).
Selon François de Beaurepaire Mouflaines est un dérivé hypothétique du vieux français mofle (« meule de foin »). On retrouve peut-être la même racine dans Mouflières.

## Histoire
Une herminette polie datant de l'époque néolithique, ainsi que diverses haches, retrouvées à Mouflaines, sont conservées au musée d'Évreux.

## Politique et administration
| Période                                  | Période   | Identité           | Étiquette | Qualité     |
| ---------------------------------------- | --------- | ------------------ | --------- | ----------- |
|                                          | 1914      | Jacques Verger     |           | Agriculteur |
|                                          | mars 2001 | Henri Michel       |           | Agriculteur |
| mars 2001                                | mars 2008 | Alexandre Pétillon | UMP       | Agriculteur |
| mars 2008                                | En cours  | René Michel        | DVD       | Retraité    |
| Les données manquantes sont à compléter. |           |                    |           |             |

Le nombre d'habitants, au dernier recensement, étant compris entre 100 et 499, le nombre de membres du conseil municipal est de 11.

## Démographie
L'évolution du nombre d'habitants est connue à travers les recensements de la population effectués dans la commune depuis 1793. Pour les communes de moins de 10 000 habitants, une enquête de recensement portant sur toute la population est réalisée tous les cinq ans, les populations de référence des années intermédiaires étant quant à elles estimées par interpolation ou extrapolation. Pour la commune, le premier recensement exhaustif entrant dans le cadre du nouveau dispositif a été réalisé en 2008.

En 2022, la commune comptait 162 habitants, en évolution de −4,71 % par rapport à 2016 (Eure : −0,25 %, France hors Mayotte : +2,11 %).
| 1793 | 1800 | 1806 | 1821 | 1831 | 1836 | 1841 | 1846 | 1851 |
| ---- | ---- | ---- | ---- | ---- | ---- | ---- | ---- | ---- |
| 338  | 368  | 372  | 351  | 364  | 350  | 330  | 330  | 310  |

| 1856 | 1861 | 1866 | 1872 | 1876 | 1881 | 1886 | 1891 | 1896 |
| ---- | ---- | ---- | ---- | ---- | ---- | ---- | ---- | ---- |
| 295  | 284  | 297  | 283  | 268  | 244  | 243  | 247  | 227  |

| 1901 | 1906 | 1911 | 1921 | 1926 | 1931 | 1936 | 1946 | 1954 |
| ---- | ---- | ---- | ---- | ---- | ---- | ---- | ---- | ---- |
| 218  | 211  | 181  | 163  | 159  | 144  | 166  | 194  | 205  |

| 1962 | 1968 | 1975 | 1982 | 1990 | 1999 | 2006 | 2008 | 2013 |
| ---- | ---- | ---- | ---- | ---- | ---- | ---- | ---- | ---- |
| 154  | 160  | 161  | 144  | 115  | 112  | 143  | 152  | 170  |

| 2018 | 2022 | - | - | - | - | - | - | - |
| ---- | ---- | - | - | - | - | - | - | - |
| 164  | 162  | - | - | - | - | - | - | - |

## Culture locale et patrimoine

### Lieux et monuments
Le moulin de Mouflaines
Cette tour de moulin en ruines datant du XVIIe siècle est située au croisement de la route départementale 6014 et de la route départementale 3, sur la commune de Mouflaines.
La tour tronconique est constituée de pierres de taille et de silex, avec des bandeaux en saillie. Les contours des fenêtres sont en briques. Les ailes et le mécanisme étaient encore présents à la fin du XIXe siècle et ont totalement disparu.
Le moulin a été acheté en 1997 par la commune qui projetait de le reconstituer entièrement avec l'ensemble de ses mécanismes. Il a été inscrit au titre des Monuments historiques,  Inscrit MH (1974).
Une association œuvre pour sa restauration.
La Grange de la Forge
Cet édifice est une grange dîmière du XVe siècle reconvertie en salle de réception.
Le château
Ce château habité date de la 2e moitié du XVIIIe siècle (avant 1774). Il a été construit par l'architecte Joseph-Abel Couture.
Il comprend : colombier, grange, parc, parties agricoles, puits.
Église paroissiale Saint-Brice
L'église abrite deux verrières représentant des scènes bibliques datées de 1874, quatre autres à personnages qui sont les saints : sainte Germaine, saint Brice, saint Blaise et saint Nicaise qui datent de 1868 et quatre de 1902 et 1904 figurant la vie de saint Brice. Elle contient aussi des fonts baptismaux en fonte de style néo-gothique.

### Personnalités liées à la commune
- Caroline de Combray, meneuse de brigands qui se sont illustrés en 1805, au Moulin, en s'attaquant aux diligences sous l'Empire.